# Хасан Арбакеш
«Хасан Арбакеш» — радянський чорно-білий художній фільм, поставлений на кіностудії «Таджикфільм» в 1965 році.

## Сюжет
Про зіткнення двох культур, двох світів — традиційної таджицької культури і нової, що вторгається в неї, радянської… За мотивами однойменної поеми Мірзо Турсун-заде про формування самосвідомості таджицького дехканина в 1920-30-ті роки. Багато довелося передумати і випробувати бідному дехканинові Хасану, перш ніж він зумів осмислити зміни в житті, які відбулися, що старі традиції і звичаї канули в минуле. Зігнутий потребою і безправ'ям, він знайшов в собі сили виступити проти басмачів.

## У ролях
- Бімболат Ватаєв — Хасан
- Міассара Амінова — Содаф
- Гурміндж Завкібеков — Полван
- Мукаррама Камалова — Зейнаб
- Махмуджан Вахідов — Раджаб
- Д. Баронов — Шавкат
- Мар'ям Ісаєва — тітка
- Георгій Строков — виступаючий на мітингу
- Насир Хасанов — Насир
- Мухаммеджан Касимов — дядько
- Юрій Кірєєв — водій машини, що забуксувала
- Махмуд Тахірі — завідувач магазину
- Аслі Бурханов — начальник соціальної служби
- Софія Туйбаєва — активістка
- Усман Салімов — звідник
- Хайдар Шаймарданов — перукар
- Володимир Буяновський — приятель Шавката і Раджаба
- Бурхон Раджабов — епізод
- Амон Кадиров — епізод
- Сановбар Бакаєва — епізод
- Абдусалом Гафаров — епізод
- Наїмджон Гіясов — епізод
- Шамсі Джураєв — епізод
- Хайрі Усманова — епізод
- Нозукмо Шомансурова — епізод
- Зухра Хасанова — епізод

## Знімальна група
- Режисер — Борис Кімягаров
- Сценаристи — Мірзо Турсун-заде, І. Філімонова
- Головний оператор — Олександр Григор'єв
- Композитор — Тофік Кулієв
- Художники — Іван Тартинський, Є. Гришин